# Стела коршунов
Стела коршунов (Стела царя Эанатума) — условное название победной стелы из известняка с рельефными изображениями в несколько ярусов и надписью. Является одним из древнейших произведений шумеров. Воздвигнута при Эаннатуме в XXV в. до н. э. после разгрома им Зузу — царя Описа, и Уша — правителя г. Уммы. Стела получила своё название от одной из сцен, которая изображает головы и конечности вражеских солдат, уносимые голодными коршунами.

## Открытие
Стела находится в разрушенном состоянии. Первые три фрагмента были найдены в ходе раскопок в начале 1880-х под руководством французского археолога Эрнеста де Сарзека в урочище Телло (бывший шумерский город Гирсу), расположенном к северу от Басры, в междуречье Тигра и Евфрата. Другие три фрагмента были открыты во время раскопок 1888—1889 годов. Седьмой фрагмент, считающийся частью Стелы коршунов, был куплен Британским музеем в антикварном магазине в 1898 году. Британский музей два раза отвергал предложение Лувра передать седьмой фрагмент и лишь в 1932 году удовлетворил эту просьбу. Теперь все семь частей хранятся в Лувре.

## Описание
Стела представляла собой монумент из известняка с закругленным верхом и рельефами с обеих сторон. Размеры: высота — 180 см; ширина — 130 см; толщина — 11 см. 

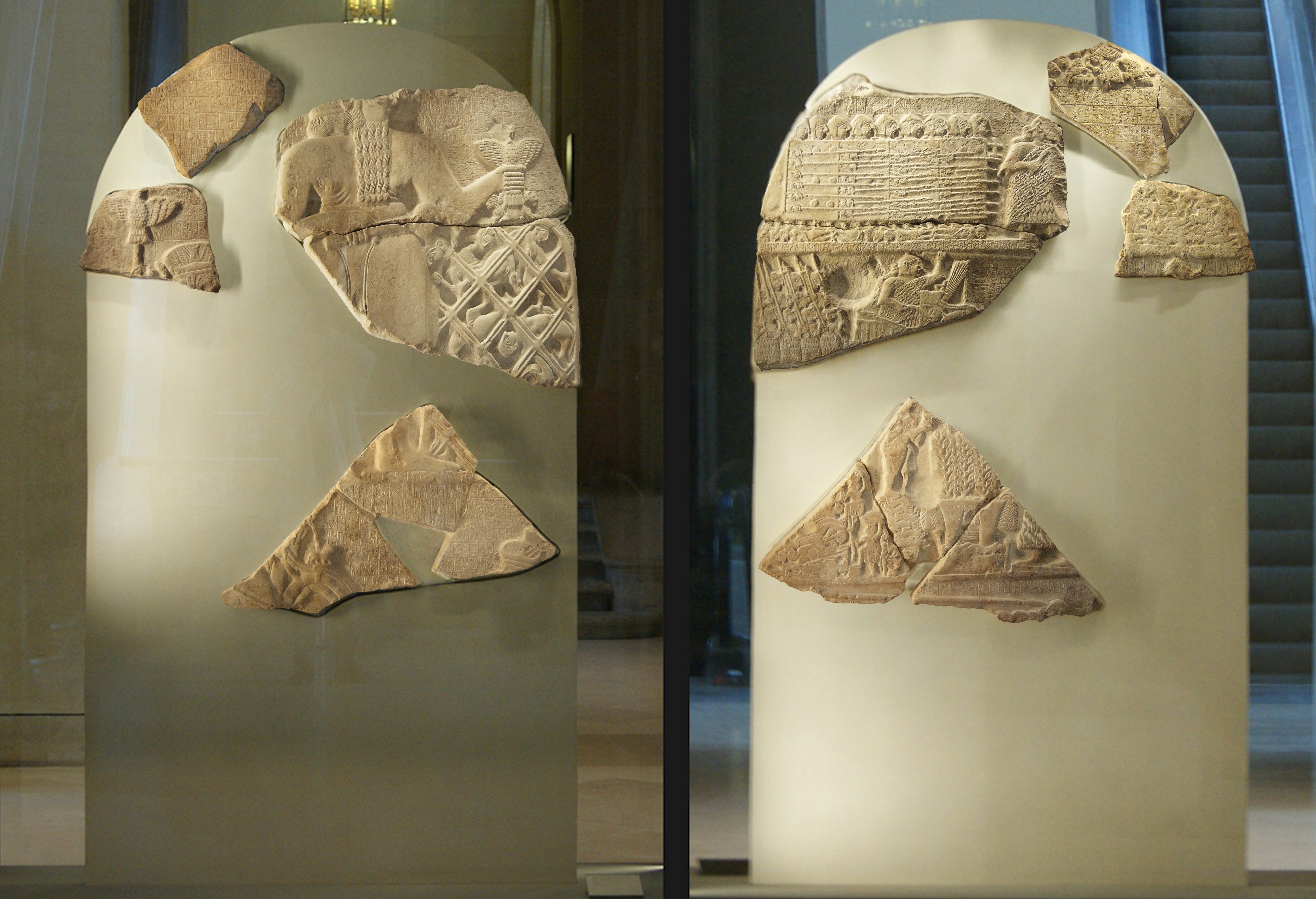

Памятник выполнен в честь победы Эаннатума, правителя города Лагаша (25 в. до н. э.) над соседним городом Уммой. Стела сохранилась в обломках, однако они дают возможность определить основные принципы древнего шумерийского монументального рельефа. Изображение разделено горизонтальными линиями на пояса, по которым и строится композиция. Отдельные, часто разновременные эпизоды развертываются в этих поясах и создают наглядное повествование о событиях. Обычно головы всех изображенных находятся на одном уровне. Исключением являются изображения царя и бога, фигуры которых делались всегда в значительно большем масштабе. Таким приемом подчеркивалась разница в социальном положении изображенных и выделилась ведущая фигура композиции. Человеческие фигуры все совершенно одинаковы, они статичны, их разворот на плоскости условен: голова и ноги повернуты в профиль, в то время как глаза и плечи даны в фас. Возможно, что такая трактовка объясняется (как и в египетских изображениях) стремлением показать человеческую фигуру так, чтобы она воспринималась особенно наглядно. На лицевой стороне «Стелы Коршунов» изображена большая фигура верховного бога города Лагаша, держащего сеть, в которую пойманы враги Эаннатума. На обороте стелы Эаннатум изображен во главе своего грозного войска, шествующего по трупам поверженных врагов. На одном из обломок стелы летящие коршуны уносят отрубленные головы вражеских воинов. Надпись на стеле раскрывает содержание изображений, описывая победу лагашского войска и сообщая, что побежденные жители Уммы обязались платить дань богам Лагаша.

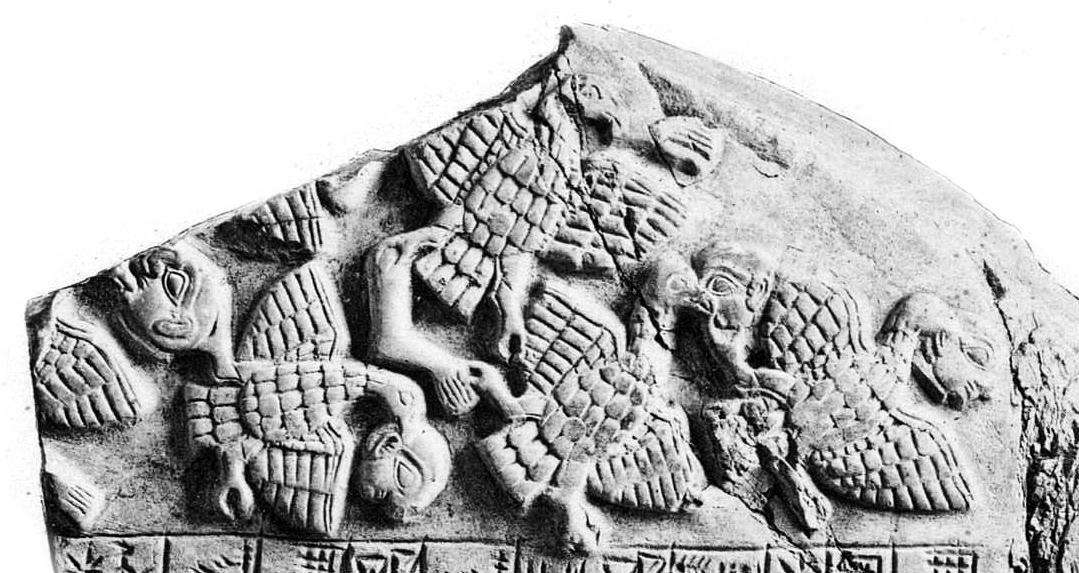